# ブルノ国立フィルハーモニー管弦楽団
ブルノ国立フィルハーモニー管弦楽団（英: Brno Philharmonic、チェコ語: Filharmonie Brno または Státní filharmonie Brno）は、チェコ第2の都市ブルノを本拠地とするオーケストラである。ブルノはヤナーチェクゆかりの地であり、この管弦楽団もヤナーチェクの音楽を得意とする。

## 沿革
前身はフランティシェク・ノイマンが監督の地位にあったブルノの歌劇場のオーケストラであり、1940年にこれを引き継いだブルノ放送交響楽団である。
1956年、このブルノ放送交響楽団とブルノ管区交響楽団が合併してブルノ国立フィルハーモニー管弦楽団が誕生した。初代首席指揮者にはブジェティスラフ・バカラを迎えた。
1961年、東京交響楽団とコンサートマスターの交換を行い、小林武史が3年間コンサートマスターを務めた。
デニス・ラッセル・デイヴィスが2017年5月に初めて指揮をしたのを契機として、2018年シーズンからディヴィスが首席指揮者を務めている。

## 歴代首席指揮者
- ブジェティスラフ・バカラ (1956年-1958年)
- ヤロスラフ・フォーゲル (1959年-1962年)
- イルジー・ヴァルトハンス (1962年-1978年)
- フランティシェク・イーレク (1978年-1983年)
- ペトル・ヴロンスキー (1983年-1991年)
- レオシュ・スワロフスキー (1991年-1995年)
- オタカル・トルフリーク (1995年-1997年)
- アルド・チェッカート (1997年-2000年)[1]
- ペトル・アルトリフテル (2002年-2009年)
- アレクサンダル・マルコヴィッチ（英語版） (2009年-2015年)
- デニス・ラッセル・デイヴィス (2018年- )[6]

## 桂冠指揮者
- チャールズ・マッケラス (2007年 - )
- カスパー・リヒター (2002年 - )